# Кафявогуша нектарница
Кафявогуша нектарница (Anthreptes malacensis) е вид птица от семейство Nectariniidae.

## Разпространение
Видът е разпространен в Бруней, Камбоджа, Индонезия, Лаос, Малайзия, Мианмар, Филипините, Сингапур, Тайланд и Виетнам.